# Гребенщикова, Алиса Борисовна
Али́са Бори́совна Гребенщико́ва (род. 12 июня 1978, Ленинград, СССР) — российская актриса театра, кино, телевидения и дубляжа, телеведущая. Дочь музыканта Бориса Гребенщикова.

## Биография
Родилась 12 июня 1978 года в Ленинграде в семье музыканта Бориса Гребенщикова и инженера-экономиста Натальи Козловской. Этот факт, в частности, отмечен в песне Бориса Гребенщикова «Дочь» («Сегодня я работал в ночь. Сегодня я работал всю ночь. Почти всю карму я сжёг в эту ночь, и у меня родилась дочь») — финальной песне альбома «Все братья — сёстры», записанного вместе с Майком Науменко (1978). Родители разошлись, когда ей было два года, причём после того, как Гребенщикова уволили из института и исключили из комсомола за скандал на тбилисском всесоюзном рок-фестивале.
В школе увлекалась журналистикой, была постоянным автором газеты Пять углов, посещала малый журфак СПбГУ. В 1999 году окончила Санкт-Петербургскую Государственную Академию театрального искусства (ныне — РГИСИ). Училась на параллельных курсах с Иваном Ургантом. Работает в Москве. До 2001 года играла на сцене МХАТа имени М. Горького, затем — в антрепризах, а с 2009 года постоянно занята в спектаклях театра «Практика».
Снялась в большом числе кинофильмов и телесериалов.
В 2007 году принимала участие в ледовом шоу Ильи Авербуха «Ледниковый период», её партнёром являлся Алексей Тихонов, пара заняла третье место. В 2009 году приняла участие в сезоне «Лучшие из лучших» в паре с Максимом Стависким.
Была частью основной группы в импровизационном телевизионном шоу «Первого канала» «Южное Бутово».
Была ведущей трёх сезонов авторской программы о семейном досуге «Город для детей» на телеканале «Мать и дитя».
В 2010—2013 годах была одной из ведущих «Хочу знать» с Михаилом Ширвиндтом на «Первом канале».
3-4 октября 2014 года участвовала в театрализованных онлайн-чтениях «Каренина. Живое издание».
В 2015 году приняла участие в литературно-просветительском проекте «Быть поэтом!».
25 сентября 2015 года актриса приняла участие в театрализованных онлайн-чтениях произведений А. П. Чехова «Чехов жив».
В 2016—2017 годах была ведущей музыкальной программы «Своя студия» на официальной радиостанции Правительства Московской области «Радио один».
С января 2017 года — приглашённая солистка Государственного симфонического оркестра для детей и юношества в качестве чтеца.

## Личная жизнь
10 июня 2008 года родила сына Алексея от Ильи Авербуха. Отец не поддерживает отношений с сыном, Алексей носит фамилию Гребенщиков.

## Участие в телешоу
- «Ледниковый период» (2007, 2009).
- «Танцы со звёздами» (2016).
- Участвовала в проекте «Форт Боярд» с Леонидом Ярмольником и Оксаной Фёдоровой. Капитан команды Юрий Гальцев, Елена Воробей, Илья Носков, Михаил Трухин и Александр Половцев, выигрыш победителя — 40 300 рублей.
- «Всемирные игры разума» (2020).

## Роли в театре

### Литературные и литературно-музыкальные проекты
- Нежный спектакль «Капель», по произведениям 1960-х годов. Автор композиции и режиссёр Алиса Гребенщикова. Исполняют Алиса Гребенщикова, Татьяна Колосова (вокал), Алина Ненашева (фортепиано), 2014 год.
- Согревающий спектакль «Солнечная вязь», по произведениях 1960-х годов. Автор композиции и режиссёр Алиса Гребенщикова. Исполняют Алиса Гребенщикова, Татьяна Колосова(вокал), Алина Ненашева (фортепиано), 2015 год.
- Счастливая концертная программа «Танцплощадка», по стихам Эдуарда Асадова и песням советских лет, автор композиции и режиссёр Алиса Гребенщикова. Исполняют Алиса Гребенщикова, Татьяна Колосова и Алина Ненашева, 2017 год.
- «Девять писем», спектакль-читка по произведениям Марины Цветаевой и её близких. Совместная постановка с Домом-музеем Марины Цветаевой. Автор композиции и режиссёр Алиса Гребенщикова. Исполняют Алиса Гребенщикова и Павел Артемьев. Премьера состоялась в рамках акции Департамента культуры Москвы «Ночь музеев» в 2016 году.
- «Лёгкое имя: Пушкин», по произведениям А. С. Пушкина, А. А. Блока и М. И. Цветаевой. Постановка осуществлёна при поддержке Дома-музея Марины Цветаевой. Автор композиции и режиссёр Алиса Гребенщикова. Исполняют Андрей Кузичев, Евгений Коряковский, Алиса Гребенщикова и ансамбль «Кельтские арфы Москвы». Премьера состоялась в доме-музее Марины Цветаевой в рамках празднования дня города Москвы в 2017 году.
- «Оленьи рога». Литературно-музыкальный вечер. Звучат произведения Юрия Казакова, Али Кудряшевой, а также старинная и современная музыка для арфы. Автор композиции и режиссёр: Алиса Гребенщикова. Исполняют Алиса Гребенщикова и Ольга Пацук (арфа), 2017 год.
- «Поэт и время», по произведениям Марины Цветаевой, Шнитке, Пятра, Прокофьева, Яначека и других композиторов. Постановка при участии камерного Шнитке-оркеста, дирижёр Игорь Громов и при поддержке Дома-музея Марины Цветаевой. Автор литературной композиции Алиса Гребенщикова. Исполняют Алиса Гребенщикова и камерный Шнитке-оркестр. Премьера состоялась на открытии Московского культурного форума в 2017 году.

### Драматические спектакли
- «Люди и птицы», реж. Ю. Пересильд, фонд «Галчонок», 2017 год.
- «Наше мяу», «Практика», реж. Э. Бояков, поэтический, 2016 год.
- «Слон Хортон», «Практика», реж. В. Алфёров, моноспектакль, 2016 год.
- «СтихоВаренье», реж. Ю. Пересильд, фонд «Галчонок», поэтический, 2015 год.
- «Мужской аромат. Оркестр» («Оркестр» Ж. Ануй), антрепризный, реж. П. Сафонов, роль — Эрмелина, 2015 год.
- «Вера Полозкова. Короткий метр», Центр имени Мейерхольда, реж. Р. Маликов, поэтический, 2015 год.
- «Ёжик и медвежонок», «Практика», реж. С. Иванова-Сергеева, моноспектакль, 2014 год.
- «Три девушки в голубом», «Другой театр», реж. О. Цехович, роль — Ирина (главная), 2013 год.
- «Сосед на неделю, не больше», реж. В. Гаркалин, антрепризный, роль — Софи (главная), 2013 год.
- «HAPPY 60’s», «Политеатр» / «Практика», реж. Э. Бояков, поэтический, 2013 год.
- «Вера Полозкова. Избранные», «Политеатр» / «Практика», реж. Э. Бояков, поэтический, 2012 год.
- «Выбор героя», «Политеатр / Практика», реж. В. Агеев, роль — Маша, 2012 год.
- «Вера Полозкова. Стихи о любви», «Практика», реж. Э. Бояков, поэтический, 2011 год.
- «Пиноккио», Центр имени Мейерхольда / театр «Практика», реж. Жоэль Помра, роль — Пиноккио (главная), 2009 год.
- «8 женщин и …», антрепризный, роль — Катрин (главная), 2009 год.
- «Западня», реж. Р. Манукян, антрепризный, 2008 год.
- «Сказки старого Арбата», антрепризный, роль — Виктоша (главная), 2007 год.
- «С ума сойти» («Ужасные родители» Ж. Кокто), антрепризный, роль — Мадлен, 2003 год.
- «Ромео и Джульетта», реж. М. Шевчук, роль — Джульетта (главная), 2001 год.
- «Сильвия», реж. Пётр Штейн, антрепризный, роль — Сильвия (главная), 2001 год.
- «Её друзья», МХАТ имени Горького, реж. В. Усков, роль — Римма Третьякова, 2000 год.
- «Монах и бесёнок», МХАТ имени Горького, роль — служанка, 2000 год.
- «Дама-невидимка», МХАТ имени Горького, роль — служанка, 2000 год.
- «Мои нерождённые сыновья», МХАТ имени Горького, роль — Вика (главная), 2000 год.
- «Синяя птица», МХАТ имени Горького, Митиль (главная), 1999 год.
- «Весь ваш Антоша Чехонте» МХАТ имени Горького, Митиль (главная), 1999 год.
- «Хитрый братец Кролик и добрый братец Лис» Музкомедия, роль — матушка Медоуз, 1998 год.
- «Ивонна, принцесса Бургундская», антрепризный, роль — Ивонна (главная).

## Фильмография
- 1997 — Американка — Динка Огурцова
- 2000 — 2002 — FM и ребята — Жанна, секретарь-референт Томского
- 2000 — ДМБ-002 — Алиса
- 2001 — Бледнолицый лжец (в цикле «Русский водевиль») — Дуська
- 2001 — Аз и Ферт (в цикле «Русский водевиль») — Акулина
- 2001 — Сезон охоты 2 — Рыжик
- 2001 — ДМБ-003 — Алиса
- 2002 — Светские хроники — фотомодель Соня
- 2002 — Тайный знак. Часть первая — ди-джей «Скрипка»
- 2002 — Убойная сила 4 — медсестра Марина (серия «Бабье лето»)
- 2003 — Другая жизнь — секретарь
- 2003 — Четвёртое желание — актриса
- 2003 — Пассажир без багажа — Леночка
- 2003 — Ундина — Верочка
- 2003 — Спас под берёзами — Зойка, сестра Гриши
- 2003 — Лучший город Земли — хулиганка Нинка
- 2004 — Команда — Даша
- 2004 — Ундина 2 — Верочка
- 2004 — 2007 — Виола Тараканова. В мире преступных страстей — Карина
- 2004 — Кавалеры Морской Звезды — Лиса
- 2004 — Водитель для Веры — Рыжая
- 2004 — Даша Васильева 3. Любительница частного сыска: Спят усталые игрушки — Света
- 2004 — Нежное чудовище — медсестра Света
- 2004 — Посылка с Марса — Людочка
- 2004 — Строптивая мишень — Наташа
- 2005 — Бриллианты для Джульетты — Кнопка, страстно желающая стать актрисой, но пока работающая костюмером в учебном театре барышня
- 2005 — Крупногабаритные — Дина Белова, продавщица спортивного магазина
- 2005 — Тайский вояж Степаныча — Мария Тимофеевна Окопова, дочь Тимофея Степановича и Люси Окоповых
- 2005 — Человек в футляре, человек в пальто и человек во фраке — Лариса Кулькова
- 2005 — Новогодний киллер — Лена Хазарова
- 2005 — Сыщики 4 (серия «Любовь зла») — Шура Караваева
- 2006 — Испанский вояж Степаныча — Мария Тимофеевна Окопова, дочь Тимофея Степановича и Люси Окоповых
- 2006 — День денег — Тося
- 2006 — Охота на гения — лаборант Лена
- 2006 — Осторожно, блондинки! — Светка
- 2007 — Мёртвые дочери (роль вырезана)
- 2007 — Май — Кристина
- 2007 — Деметра (короткометражка) — Мария
- 2007 — Возвращение блудного мужа — Сильва
- 2007 — Ванечка — Зина
- 2007 — Беглянки — Полина, лётчица
- 2008 — Егорино горе — Катя
- 2008 — Вероника не придёт — Нина
- 2008 — Формула стихии — Люся
- 2010 — Москва, я люблю тебя! (новелла «Барада (неприятная ситуация)») — невеста
- 2010 — Вера, Надежда, Любовь — Надежда, жена Ильи
- 2011 — Мелодия любви — Зина
- 2011 — Любовь и разлука — Анфиска
- 2011 — Лектор — Марта, жена Клауса Гросса
- 2011 — Мексиканский вояж Степаныча — Мария Тимофеевна Окопова, дочь Тимофея Степановича и Люси Окоповых
- 2013 — Светло тому, кто любит (короткометражка) — Лиза
- 2013 — 45 секунд — Алла
- 2013 — Мама-детектив (десятая серия) — Марина Юрьевна Соколова, художница
- 2013 — Шерлок Холмс — Рэйчел
- 2014 — Танкисты своих не бросают — милиционер Катерина Макарова
- 2014 — Sex, кофе, сигареты — проститутка
- 2015 — Училка — Ася, журналистка
- 2016 — Бедные люди — Ксения
- 2018 — Последнее испытание — Ася, корреспондент
- 2018 — Жена с того света — Инна Валентиновна
- 2018 — Вместе с Верой — Вера
- 2019 — Бихэппи — бомжиха
- 2020 — Проект «Анна Николаевна» — Яна Михеева
- 2020 — Вечер шутов, или Серьёзно с приветом — Зинаида
- 2021 — Мятный пряник — Светлана
- 2024 — София. Я есмь. — София

### Роли в киножурнале «Ералаш»
- 2001 — Выпуск № 147 (сюжет «Записка»)[11] — учительница биологии
- 2013 — Выпуск № 270 (сюжет «Ошибочка вышла…»)[12] — Елена Петровна, учительница русского языка

### Дубляж
- 2008 — Кунг-фу панда — мастер Тигрица

## Премии и награды
- Лауреат национальной премии «Триумф» (молодёжная категория, 2007 год).
- Приз имени Фаины Раневской за лучшую женскую роль в комедии — VI открытый Российский Фестиваль «Улыбнись, Россия!» (2005).